# 傅伯寿
傅伯寿（?—?），字景仁，南宋泉州晋江人。
吏部员外郎傅察之孙。傅自得之子。少時勵志向學，经常与弟傅伯成“课书至夜半未休”，同受业于朱熹。孝宗隆興元年（1163年）進士。乾道八年（1172年）舉博學宏詞科。淳熙二年（1175）爲著作佐郎，遷著作郎。歷知道州、漳州。紹熙元年（1190）真除為禮部郎中。五年，改任兩浙西路提點刑獄。嘉泰三年（1203年）癸亥，自翰林学士除端明殿学士。官至簽書樞密院事。庆元党禁起，劾诬朱熹，为士论所鄙。开禧初年，贊成韓侘胄对金用兵。不久卒。